# Arachniodes caudifolia
Arachniodes caudifolia là một loài thực vật có mạch trong họ Dryopteridaceae. Loài này được Ching & Y.T. Hsieh miêu tả khoa học đầu tiên năm 1984.